# Syllis golfonovensis
Syllis golfonovensis är en ringmaskart som först beskrevs av Hartmann-Schröder 1962.  Syllis golfonovensis ingår i släktet Syllis och familjen Syllidae. Inga underarter finns listade i Catalogue of Life.